# Tipula (Microtipula) perdelecta
Tipula (Microtipula) perdelecta is een tweevleugelige uit de familie langpootmuggen (Tipulidae). De soort komt voor in het Neotropisch gebied.